# Culiseta
Culiseta là một chi muỗi trong họ Culicidae.

## Các loài
- Culiseta alaskaensis (Ludlow, 1906)
- Culiseta amurensis Maslov, 1964
- Culiseta annulata (Schrank, 1776)
- Culiseta antipodea Dobrotworsky, 1962
- Culiseta arenivaga Marks, 1968
- Culiseta atlantica (Edwards, 1932)
- Culiseta atra (Lee, 1944)
- Culiseta atritarsalis
- Culiseta bergrothi (Edwards, 1921)
- Culiseta drummondi (Dobrotworsky, 1960)
- Culiseta fraseri (Edwards, 1914)
- Culiseta frenchii (Theobald, 1901)
- Culiseta fumipennis (Stephens, 1825)
- Culiseta glaphyroptera (Schiner, 1864)
- Culiseta hilli (Edwards, 1926)
- Culiseta impatiens (Walker, 1848)
- Culiseta incidens (Thomson, 1869)
- Culiseta inconspicua (Lee, 1937)
- Culiseta indica
- Culiseta inornata (Williston, 1893)
- Culiseta litorea (Shute, 1928)
- Culiseta littleri (Taylor, 1914)
- Culiseta longiareolata (Macquart, 1838)
- Culiseta marchettei Garcia, Jeffery & Rudnick, 1969
- Culiseta megaloba Luh, Chao & Xu, 1974
- Culiseta melanura (Coquillett, 1902)
- Culiseta minnesotae Barr, 1957
- Culiseta morsitans (Theobald, 1901)
- Culiseta nipponica LaCasse & Yamaguti, 1950
- Culiseta niveitaeniata (Theobald, 1907)
- Culiseta novaezealandiae Pillai, 1966
- Culiseta ochroptera (Peus, 1935)
- Culiseta otwayensis (Dobrotworsky, 1960)
- Culiseta particeps (Adams, 1903)
- Culiseta silvestris
- Culiseta subochrea (Edwards, 1921)
- Culiseta sylvanensis (Dobrotworsky, 1960)
- Culiseta taiwanica Lien, Lin & Weng, 1999
- Culiseta tonnoiri (Edwards, 1925)
- Culiseta victoriensis (Dobrotworsky, 1954)
- Culiseta weindorferi (Edwards, 1926)
- Culiseta wui Lin, Tseng & Lien, 2008

Các loài tuyệt chủng
- †Culiseta gedanica Szadziewski & Gilka, 2011
- †Culiseta kishenehn Harbach & Greenwalt, 2012
- †Culiseta lemniscata Harbach & Greenwalt, 2012

## Hình ảnh

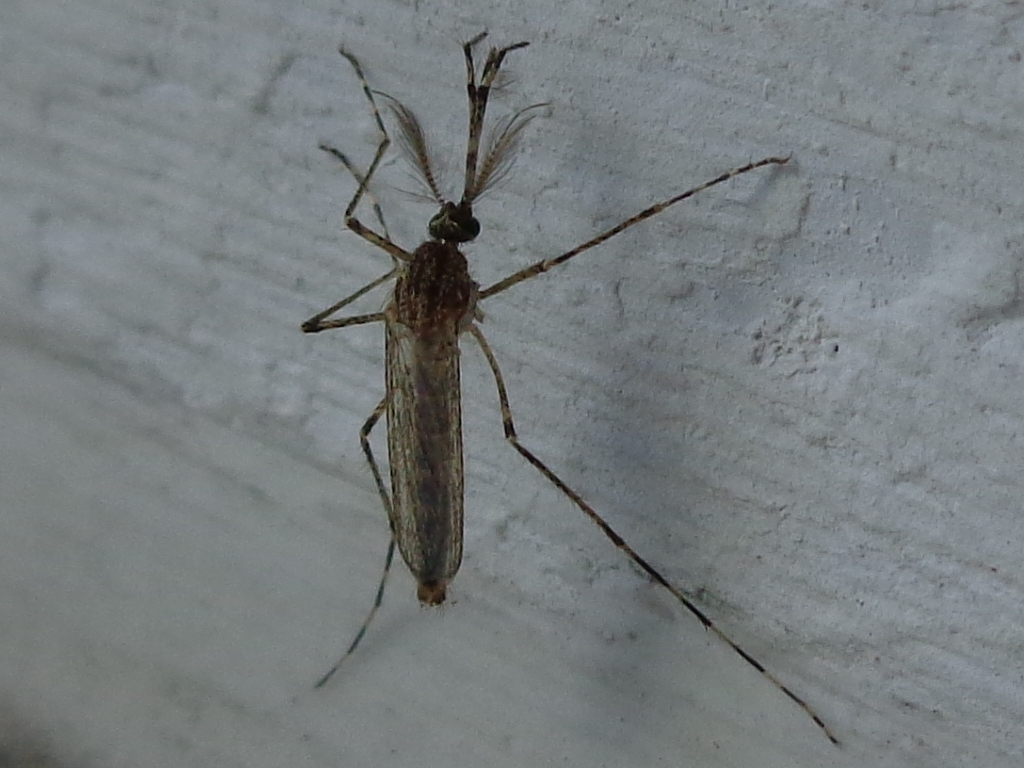